# إيفيتا ماتوشكوفا
إيفيتا ماتوشكوفا مواليد 5 يناير 1987، هي لاعبة كرة يد تشيكية تلعب كمحور. مثلت منتخب التشيك لكرة اليد للسيدات.

## سجل المنافسة
شاركت في البطولات التالية:
- بطولة أوروبا لكرة اليد للسيدات 2012

## روابط خارجية
- إيفيتا ماتوشكوفا على موقع الاتحاد الأوروبي لكرة اليد (الإنجليزية)